# 維多利亞·達伊尼科
維多利亞·彼得羅芙娜·達伊尼科（羅馬化：Victoria Petrovna Dayneko；1987年5月12日—），俄羅斯流行歌手及演員、俄羅斯選秀節目「星工廠」第5季（2004年）冠軍，亦參與第一頻道節目《冰上群星》（Glacial age）。

## 生涯

### 早年
達伊尼科於1987年5月12日生於哈薩克科克蘇區（阿拉木圖州）的村鎮，童年則在米爾內渡過。她從小就希望成為歌手，但父母並未認真看待她這個願望。求學期間練唱過多個品種的樂曲，大部分是翻唱流行樂曲。也透過自學的方式修習英語。

### 參加「星工廠」
2004年在著名歌手阿拉·普加喬娃的指導下參加第一頻道的星工廠第五季，並成為選秀偶像冠軍。她在節目中演唱了和。而她與亞歷山大·馬爾紹的對唱曲也十分受到大眾矚目和歡迎。

### 2005年—2006年
參加「星工廠」之後，達伊尼科與音樂製作人伊果·馬特維延科合作。歌曲的首波影片於2005年在泰國展開拍攝，之後又推出了多首曲子。她的個人生活也常被報章媒體報導。2006年維多利亞·達伊尼科與流行搖滾樂團的團員帕維爾·亞特米耶夫約會，儘管這段關係沒有持久。

### 2007年
2007年，維多利亞·達伊尼科替俄語片《等待奇蹟》譜寫了原聲音樂－。2007年秋被提名為MTV俄羅斯音樂大獎最佳演出者，但該獎項最終由馬克欣獲得。她亦獲得FashionTV頻道的2007年度時尚歌手大獎。
2007年初，達伊尼科曾為《花花公子》4月刊拍攝寫真。同年亦參與第一頻道節目《冰上群星》（Glacial age），並接受溜冰運動員阿列克謝·亞古丁的培訓及搭檔，兩人在年底共同錄製了一首歌《針》（Иголка）。她還友情客串了家庭喜劇《一起幸福著》、在動畫片《諾亞方舟》（Ноев ковчег）中擔任女主角潘廷（Панти）的配音、演唱了美國歌手葛洛莉雅·蓋諾的歌曲——的俄語版。

### 2008年至今
2008年3月6日達伊尼科發行了專輯，由於花了3年製作而成為熱門作品精選。之後她又著手進行第2張專輯。
2010年時在迪士尼動畫長片《魔髮奇緣》俄語版中擔任女主角樂佩公主的配音。
2013年時登上《花花公子》9月刊封面。

## 作品

### 唱片
- 《針》（2008年）

#### 專輯
1. 《針》（Иголка）
2. 《-{Game for you'
3. (Russian version of Sam Brown’ song «Stop (Before)»)
4. Russian version of a Gloria Gaynor’s song «I Will Survive» ('Я буду жить}-）
5. (Triplex Latino mix)
6. (Triplex electro mix)
7. (Remix)'

### 歌曲
- （2004年），與亞歷山大·馬爾紹（俄语：Александр Маршал）對唱
- （2005年）
- （2006年）
- （2007年）
- 《針》（Иголка，2007年），與阿列克謝·亞古丁共同錄製
- （2007年）
- （2008年）

### 影片演出
- 《一起幸福著（俄语：Счастливы вместе (телесериал)）》（2007年）－客串自己
- 《第三星球的秘密（英语：Mystery of the Third Planet）》（2012年新版）

### 配音
- 《諾亞方舟》（Ноев ковчег，2007年）－潘廷（Панти）
- 《魔髮奇緣》（2010年）俄語版－樂佩公主（原配者曼蒂·摩爾）